# Seis dias de Gante
Os Seis dias de Gante é uma corrida de ciclismo em pista, na modalidade de seis dias, que se corre no Kuipke de Gante (Bélgica). A sua primeira edição data de 1922 e desde 1947 veio-se disputando quase anualmente.
A edição de 2006 teve-se que anular devido à morte do espanhol Isaac Gálvez.

## Palmarés
| Ano       | Ganhadores                            | Segundos                              | Terceiros                                |
| --------- | ------------------------------------- | ------------------------------------- | ---------------------------------------- |
| 1922      | Marcel Buysse Oscar Egg               | Lucien Buysse Henri Van Lerberghe     | Henri Wynsdau Théodore Wynsdau           |
| 1923      | Lucien Buysse Victor Standaert        | Henri Frederickx John Van Ruysseveldt | André Narcy Camille Narcy                |
| 1924      | Aloïs Persijn Jules Verschelden       | Lucien Buysse Jules Van Hevel         | Kamiel De Clercq Julien Delbecque        |
| 1925      | César Debaets Jules Van Hevel         | Aloïs Persijn Jules Verschelden       | Lucien Buysse Emile Thollembeek          |
| 1926      | César Debaets Emile Thollembeek       | Victor Standaert René Vermandel       | Louis Maes Isidoor Méchant               |
| 1927      | Maurice Dewolf Hilaire Hellebaut      | Oscar Daemers Albert Maes             | Raphaël Fonteyne Karel Clapdorp          |
| 1928-1935 | edições não realizadas                |                                       |                                          |
| 1936      | Albert Billiet Camile Dekuysscher     | Kees Pellenaars Frans Slaats          | Gustav Kilian Heinz Vöpel                |
| 1937      | edição não realizada                  |                                       |                                          |
| 1938      | Kees Pellenaars Frans Slaats          | Albert Billiet Albert Buysse          | Frans van den Broek Louis van Schijndel  |
| 1938-1946 | edições não realizadas                |                                       |                                          |
| 1947      | Gerrit Boeijen Gerrit Schulte         | Robert Naeye Rik Van Steenbergen      | Camile Dekuysscher Albert Sercu          |
| 1948      | Achiel Bruneel Camile Dekuysscher     | René Adriaenssens Albert Bruylandt    | Albert Sercu Fernand Spelte              |
| 1949      | Gerrit Boeijen Gerrit Schulte         | Marcel Kint Rik Van Steenbergen       | Reginald Arnold Alfred Strom             |
| 1950      | Gerrit Peters Gerrit Schulte          | Robert Naeye Rik Van Steenbergen      | Achiel Bruneel Albert Bruylandt          |
| 1951      | René Adriaenssens Albert Bruylandt    | Achiel Bruneel Rik Van Steenbergen    | Reginald Arnold Alfred Strom             |
| 1952      | Walter Bucher Armin Von Bueren        | Gérard Buyl Valère Ollivier           | Arthur Mommerency Henri Tytgat           |
| 1953      | Achiel Bruneel Arsène Rijckaert       | Reginald Arnold Alfred Strom          | Gerrit Peters Gerrit Schulte             |
| 1954      | Stan Ockers Rik Van Steenbergen       | Lucien Acou Achiel Bruneel            | Lucien Gillen Ferdinando Terruzzi        |
| 1955 (1)  | Lucien Gillen Ferdinando Terruzzi     | Dominique Forlini Georges Senfftleben | Stan Ockers Rik Van Steenbergen          |
| 1955 (2)  | Emile Severeyns Rik Van Steenbergen   | Stan Ockers Ferdinando Terruzzi       | Reginald Arnold Fred De Bruyne           |
| 1956      | Reginald Arnold Ferdinando Terruzzi   | Emile Severeyns Rik Van Steenbergen   | Walter Bucher Jean Roth                  |
| 1957      | Fred De Bruyne Rik Van Steenbergen    | Reginald Arnold Ferdinando Terruzzi   | Gerrit Schulte Willy Vannitsen           |
| 1958      | Reginald Arnold Rik Van Looy          | Emile Severeyns Rik Van Steenbergen   | Gerrit Schulte Ferdinando Terruzzi       |
| 1959      | Fred De Bruyne Rik Van Steenbergen    | André Darrigade Gerrit Schulte        | Reginald Arnold Michel Van Aerde         |
| 1960      | Peter Post Rik Van Looy               | Emile Severeyns Rik Van Steenbergen   | Reginald Arnold José Denoyette           |
| 1961      | Peter Post Rik Van Looy               | Emile Severeyns Rik Van Steenbergen   | Klaus Bugdahl Arthur De Cabooter         |
| 1962-1964 | edições não realizadas                |                                       |                                          |
| 1965      | Eddy Merckx Patrick Sercu             | Peter Post Tom Simpson                | Emile Severeyns Rik Van Steenbergen      |
| 1966      | Fritz Pfenninger Peter Post           | Klaus Bugdahl Patrick Sercu           | Rudi Altig Sigi Renz                     |
| 1967      | Eddy Merckx Patrick Sercu             | Freddy Eugen Palle Lykke Jensen       | Fritz Pfenninger Peter Post              |
| 1968      | Leo Duyndam Peter Post                | Patrick Sercu Rik Van Looy            | Fritz Pfenninger Louis Pfenninger        |
| 1969      | Rudi Altig Sigi Renz                  | Patrick Sercu Alain Van Lancker       | Peter Post Norbert Seeuws                |
| 1970      | Jean-Pierre Monseré Patrick Sercu     | Roger De Vlaeminck Peter Post         | Graeme Gilmore Julien Stevens            |
| 1971      | Roger De Vlaeminck Patrick Sercu      | Ferdinand Bracke Peter Post           | Julien Stevens Théo Verschueren          |
| 1972      | Patrick Sercu Julien Stevens          | Norbert Seeuws Alain Van Lancker      | Graeme Gilmore Walter Godefroot          |
| 1973      | Graeme Gilmore Patrick Sercu          | Leo Duyndam René Pijnen               | Cees Stam Théo Verschueren               |
| 1974      | Graeme Gilmore Julien Stevens         | Sigi Renz Patrick Sercu               | René Pijnen Roy Schuiten                 |
| 1975      | Eddy Merckx Patrick Sercu             | Graeme Gilmore Julien Stevens         | Klaus Bugdahl Alain Van Lancker          |
| 1976      | Donald Allan Danny Clark              | Patrick Sercu Ferdi Van Den Haute     | Graeme Gilmore Julien Stevens            |
| 1977      | Eddy Merckx Patrick Sercu             | Danny Clark Freddy Maertens           | Albert Fritz Wilfried Peffgen            |
| 1978      | Gerrie Knetemann Patrick Sercu        | Danny Clark Ferdi Van Den Haute       | Roman Hermann Stan Tourné                |
| 1979      | Donald Allan Danny Clark              | Patrick Sercu Stan Tourné             | René Pijnen Michel Vaarten               |
| 1980      | Albert Fritz Patrick Sercu            | Donald Allan Danny Clark              | Willy Debosscher René Pijnen             |
| 1981      | Gert Frank Patrick Sercu              | Danny Clark Etienne De Wilde          | Willy Debosscher René Pijnen             |
| 1982      | Donald Allan Danny Clark              | Robert Dill-Bundi Urs Freuler         | Roger De Vlaeminck Patrick Sercu         |
| 1983      | Etienne De Wilde René Pijnen          | Albert Fritz Dietrich Thurau          | Romain Costermans Michel Vaarten         |
| 1984      | Gert Frank Hans-Henrik Ørsted         | Etienne De Wilde Stan Tourné          | Danny Clark Anthony Doyle                |
| 1985      | Etienne De Wilde Stan Tourné          | Anthony Doyle Michel Vaarten          | Rudy Dhaenens Roman Hermann              |
| 1986      | Danny Clark Anthony Doyle             | Etienne De Wilde Stan Tourné          | Gert Frank Michel Vaarten                |
| 1987      | Danny Clark Etienne De Wilde          | Roman Hermann Stan Tourné             | Pierangelo Bincoletto Hans-Henrik Ørsted |
| 1988      | Urs Freuler Roman Hermann             | Etienne De Wilde Stan Tourné          | Danny Clark Anthony Doyle                |
| 1989      | Etienne De Wilde Stan Tourné          | Danny Clark Konstantín Jrabtsov       | Urs Freuler Hans-Rüdi Märki              |
| 1990      | Danny Clark Roland Günther            | Marat Ganeïev Konstantín Jrabtsov     | Urs Freuler Hans-Rüdi Märki              |
| 1991      | Etienne De Wilde Anthony Doyle        | Peter Pieters Stan Tourné             | Roland Günther Rik Van Slycke            |
| 1992      | Etienne De Wilde Jens Veggerby        | Urs Freuler Peter Pieters             | Bruno Risi Rik Van Slycke                |
| 1993      | Kurt Betschart Bruno Risi             | Urs Freuler Werner Stutz              | Johan Bruyneel Etienne De Wilde          |
| 1994      | Danny Clark Etienne De Wilde          | Urs Freuler Carsten Wolf              | Jimmi Madsen Peter Van Petegem           |
| 1995      | Etienne De Wilde Andreas Kappes       | Jimmi Madsen Jens Veggerby            | Silvio Martinello Marco Villa            |
| 1996      | Kurt Betschart Bruno Risi             | Adriano Baffi Etienne De Wilde        | Andreas Kappes Carsten Wolf              |
| 1997      | Etienne De Wilde Matthew Gilmore      | Jimmi Madsen Jens Veggerby            | Silvio Martinello Marco Villa            |
| 1998      | Silvio Martinello Marco Villa         | Etienne De Wilde Andreas Kappes       | Tayeb Braikia Jimmi Madsen               |
| 1999      | Jimmi Madsen Scott McGrory            | Adriano Baffi Silvio Martinello       | Etienne De Wilde Matthew Gilmore         |
| 2000      | Matthew Gilmore Silvio Martinello     | Brett Aitken Scott McGrory            | Adriano Baffi Frank Corvers              |
| 2001      | Matthew Gilmore Scott McGrory         | Kurt Betschart Bruno Risi             | Etienne De Wilde Andreas Kappes          |
| 2002      | Kurt Betschart Bruno Risi             | Matthew Gilmore Bradley Wiggins       | Jimmi Madsen Marty Nothstein             |
| 2003      | Matthew Gilmore Bradley Wiggins       | Robert Slippens Danny Stam            | Kurt Betschart Bruno Risi                |
| 2004      | Robert Slippens Danny Stam            | Andreas Beikirch Iljo Keisse          | Gerd Dörich Andreas Kappes               |
| 2005      | Matthew Gilmore Iljo Keisse           | Robert Slippens Danny Stam            | Andreas Beikirch Kurt Betschart          |
| 2006      | edição anulada                        |                                       |                                          |
| 2007      | Robert Bartko Iljo Keisse             | Franco Marvulli Bruno Risi            | Robert Slippens Danny Stam               |
| 2008      | Robert Bartko Iljo Keisse             | Leif Lampater Erik Zabel              | Andreas Beikirch Kenny De Ketele         |
| 2009      | Michael Mørkøv Alex Rasmussen         | Iljo Keisse Roger Kluge               | Franco Marvulli Bruno Risi               |
| 2010      | Iljo Keisse Peter Schep               | Kenny De Ketele Leif Lampater         | Robert Bartko Danilo Hondo               |
| 2011      | Kenny De Ketele Robert Bartko         | Peter Schep Wim Stroetinga            | Morgan Kneisky Marc Hester               |
| 2012      | Iljo Keisse Glenn O'Shea              | Kenny De Ketele Gijs Van Hoecke       | Robert Bartko Silvan Dillier             |
| 2013      | Jasper De Buyst Leif Lampater         | Iljo Keisse Wim Stroetinga            | Kenny De Ketele Gijs Van Hoecke          |
| 2014      | Jasper De Buyst Kenny De Ketele       | Mark Cavendish Iljo Keisse            | Silvan Dillier Leif Lampater             |
| 2015      | Michael Mørkøv Iljo Keisse            | Gijs Van Hoecke Kenny De Ketele       | Jasper De Buyst Otto Vergaerde           |
| 2016      | Bradley Wiggins Mark Cavendish        | Moreno De Pauw Kenny De Ketele        | Elia Viviani Iljo Keisse                 |
| 2017      | Moreno De Pauw Kenny De Ketele        | Morgan Kneisky Benjamin Thomas        | Yoeri Havik Wim Stroetinga               |
| 2018      | Iljo Keisse Elia Viviani              | Robbe Ghys Kenny De Ketele            | Tosh Van Der Sande Jasper De Buyst       |
| 2019      | Robbe Ghys Kenny De Ketele            | Tosh Van Der Sande Jasper De Buyst    | Roger Kluge Theo Reinhardt               |
| 2020      | edição anulada (pandemia de COVID-19) |                                       |                                          |
| 2021      | Robbe Ghys Kenny De Ketele            | Jasper De Buyst Roger Kluge           | Lasse Norman Hansen Michael Mørkøv       |
| 2022      | Robbe Ghys Lindsay De Vylder          | Fabio Van Den Bossche Yoeri Havik     | Jasper De Buyst Iljo Keisse              |
| 2023      | Robbe Ghys Lindsay De Vylder          | Yoeri Havik Jan-Willem van Schip      | Fabio Van Den Bossche Jules Hesters      |